# リチャード・バーンズ

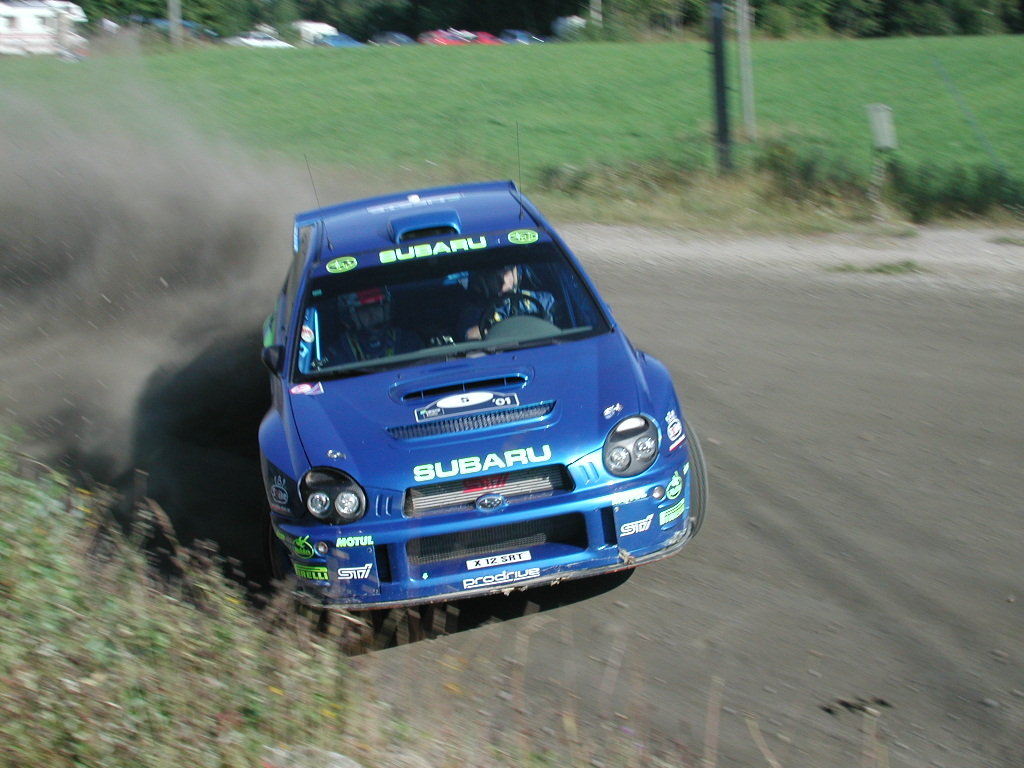
リチャード・バーンズ

リチャード・アレクサンダー・バーンズ（Richard Alexander Burns, 1971年1月17日 - 2005年11月25日）は、イギリスのラリードライバー。2001年の世界ラリー選手権 (WRC) ドライバーズチャンピオン。

## 経歴
バーンズはレディングのロイヤル・バークシャー病院で生まれた。8歳になると家の近くの野原で、父親の古いトライアンフ2000を運転し始めた。11歳で17歳以下の自動車クラブに加わり、1984年にドライバーとなった。
1986年に彼の父親はニュータウンの近くにあるジャン・チャーチルズ・ウェルシュ・フォレスト・ラリースクールに彼を入校させた。彼はそこでフォード・エスコートを運転した。その後、故郷レディングのクラヴェン・モータークラブに加入し、デヴィッド・ウィリアムズの支援を受けイギリスラリー選手権に参戦する。
1990年、ウィリアムズからプジョー・205GTIを与えられ、プジョー・チャレンジに参戦。シリーズチャンピオンとなり、RACラリーで世界ラリー選手権 (WRC) デビューを果たした。翌年はイギリス・プジョーのワークスドライバーに抜擢され、1992年まで同チームに在籍する。
1993年からはスバルワールドラリーチームに移籍、同僚のアリスター・マクレーとイギリスラリー選手権を争い、最も若いチャンピオンとなった。
1994、1995年はWRCやアジア･パシフィックラリー選手権 (APRC) に出場するがなかなか思うような結果が出ないシーズンが続く。
1996年からは三菱に移籍。その年のAPRCのニュージーランドラリーで優勝するなど実力を見せ始め、1998年のサファリラリーでWRCでも初優勝。さらにその年の最終戦グレートブリテンラリーでも優勝し、三菱にこの年のドライバーズ、マニュファクチャラーズのダブルタイトルをもたらした。
1999年からはスバルに復帰。序盤はマシンの熟成不足とピレリタイヤの開発不足で出遅れたが、中盤からはマシンとタイヤの開発が進むと持ち前の速さを発揮しアクロポリス、オーストラリア、グレートブリテンで勝利し、ドライバーズタイトルを2位で終える。
翌2000年はクリスチャン・ロリオーが開発したインプレッサWRC2000でラリーを戦うも革新的な設計が仇となり、あと一歩のところで、マーカス・グロンホルムにドライバーズタイトルをさらわれてしまった。
2001年は、ニューマシン、インプレッサWRC2001のマイナートラブルに悩まされるも着実にポイントを重ね、ニュージーランドでの1勝のみであったが念願の世界チャンピオンを獲得。イングランド出身では初の世界チャンピオンとなった。

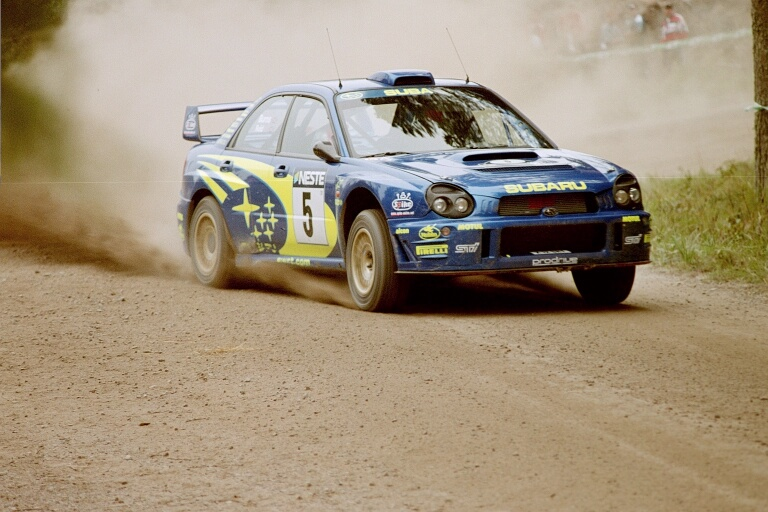
2001年ラリー・フィンランド

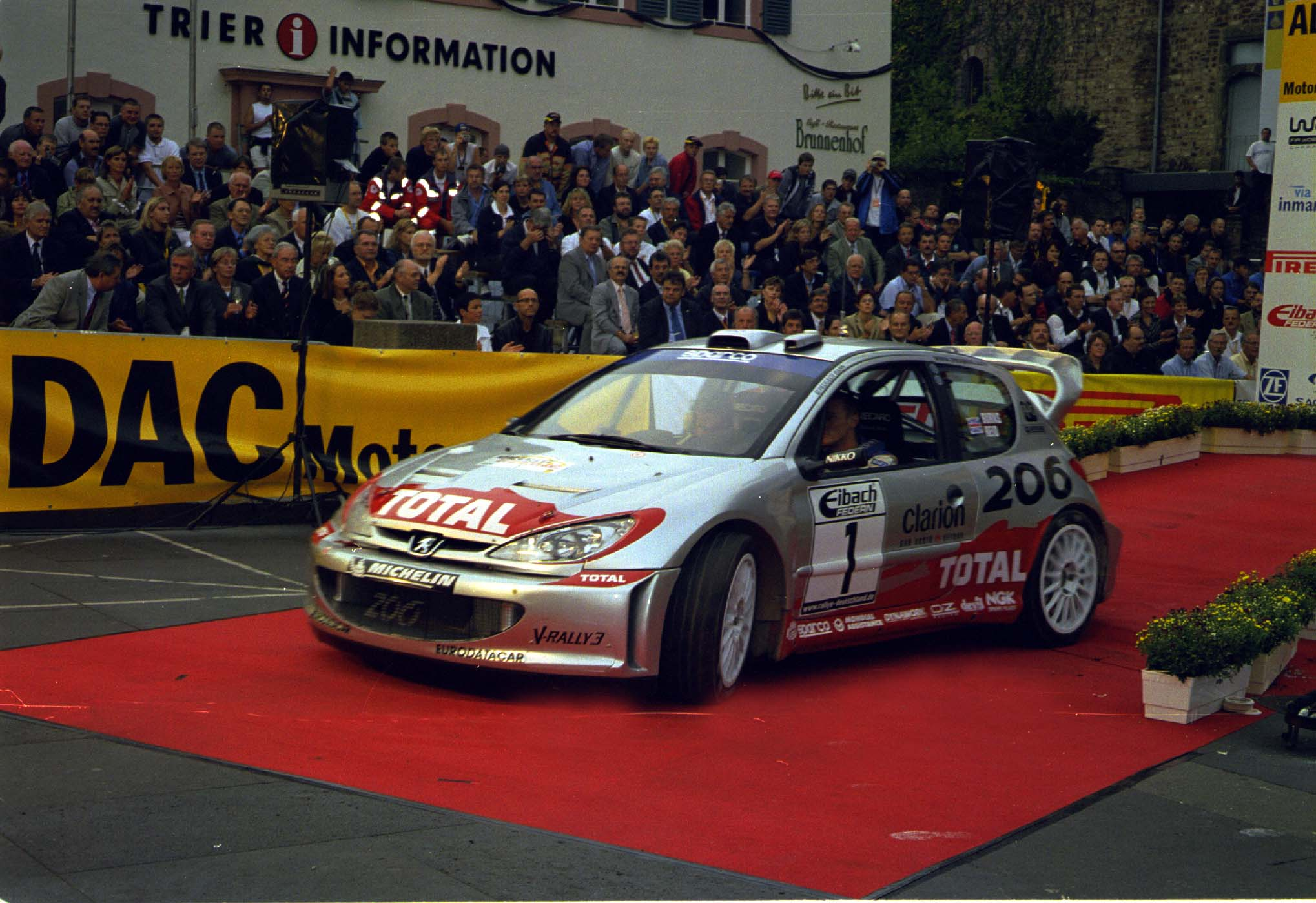
2002年ラリー・ドイチュラント

2001年シーズン後にバーンズは移籍を表明したが、スバルとの契約の中に「タイトルを獲得した場合、その翌年もチームに残留する」という契約文が明記されていたため、スバルとの間で問題が発生する。結局、プジョーとスバルの紳士協定で沈静化し、無事にプジョーへ移籍。安定した走りをみせ、ポイントを重ねるも勝利を飾ることは出来ず、次第にもうひとりのエース、グロンホルム中心で運営されているチームに不満を覚える。
翌2003年も安定した走りでポイントを重ね、チャンピオンの可能性を残して11月の最終戦ラリーGBを迎えようとした。しかし、開催地カーディフへの移動のため愛車のポルシェ・996GT3を走らせていたところ、高速道路上で突然失神。同乗していたマルコ・マルティンのとっさの判断で事なきを得たが、精密検査の結果脳腫瘍が発見され、急遽レースを欠場する。発見された脳腫瘍は当初治療できる程度のものと言われていたが、悪性脳腫瘍のひとつで極めて治療の難しい「星状細胞腫」であることが判明した。同年のシーズンの中にはベルギーのラリー記者ミシェル・リザンに「最近、走っていると記憶が無くなるときがある」と洩らしており、リザンはその言葉に一抹の不安を感じたが、予感は的中することとなった。この時の代役はヒュンダイの途中撤退でシートを失ったフレディ・ロイクスが務めている。
2004年シーズンからスバルへ再度復帰する予定だったものの、治療に入ったことでミッコ・ヒルボネンにシートを譲る形となる。復帰を諦めず最後まで病と戦い続け、2005年8月にはイングランドのキャッスルクームで行われたバーンズを応援するイベントに車椅子で参加するなど回復の兆しを見せ、観客からの歓声に思わず涙を滲ませるシーンもあった。しかし、これが公に見せた最後の姿となり、11月25日に脳腫瘍のため死去。34歳没。最後の数日間は昏睡状態に陥り、静かに息を引き取った。彼を看取ったのは家族と限られた友人、そしてパートナーのゾーイであった。また、命日の11月25日は2001年にチャンピオンを獲得した日でもあった。
生涯におけるWRC通算成績は10勝。それまでWRCのチャンピオンドライバーはFIA Cup時代を含めて全員が存命だった。

## エピソード
- 言動や振る舞いから個人主義者、傲慢と語られることが多かったが、インタビューが苦手だったことと、プライドの高さから自分の本心を打ち明けるのが苦手だったのが原因である。一方で長年の相棒であったコドライバーのロバート・レイドをはじめ、コリン・マクレーやマルコ・マルティンなど友人も多かった。
- 同国出身で経歴が似ており、なおかつ実績も多いコリン・マクレーと比較されることがたびたびあり、またマクレーもリチャードをからかいの対象にしてみせた。その度にリチャードは反発してみせたが、コリンとはいい意味でのライバルであり友人でもあった為、決して険悪な仲ではなかった[1]。
- 優勝回数こそ少なかったが、リタイアも少なく全盛期には表彰台のどこかしらに立っていた。そのため2001年シーズンはたった1勝で世界王者を獲得し、「1勝もしないで世界王者」という前代未聞の記録が常に狙えるほどドライバーズポイント順位の上位に名前を連ねていた。
- 戦闘機が大のお気に入りで、英国空軍の、トーネードF.Mk.3防空戦闘機に試乗したこともあった。
- ラリーの前にテンションを上げるために、エミネムの曲をよく聴いていた。
- バーンズの死はBBC Twoの自動車バラエティ番組『トップ・ギア』の12月4日放送分（シリーズ7・エピソード4）でも取り上げられ、回想の映像が流された。
- イギリス・スコットランド出身のロックバンド、トラヴィスは2007年のアルバムThe Boy With No Nameをリチャードに捧げた
- 車載映像を使ってコドライバーとの連携を始めた先駆けと言われている[4]。
- イギリス国内にこれまでのラリーカーと愛車が保管されている。

### リチャード・バーンズ・ラリー
『リチャード・バーンズ・ラリー』（RBR）はバーンズが監修を務めたラリーゲームで、イギリスのソフトウェアメーカーSCiの手によって開発された。PlayStation 2、Xbox、WindowsPC用が発売され、日本ではPlayStation 2用が日本語版として発売された。バーンズの名前を冠した最初で最後のゲームである。
林道など実際の道を最先端の画像能力で表現し、天候の変化などによる路面の変化も忠実に再現、音楽はポール・オークンフィールドをはじめとするテクノDJが担当した。RBRでは他のゲームでは簡略化されることの多かったクラッチペダル操作を導入し、車両の状態などで変化する細かい挙動、あらゆる部品にミリ単位の調整ができるセッティング、衝突時のダメージなど、ありとあらゆる点で実際のラリーカーを再現することでリアリズムを極限まで追求した。

## タイトル
| 年   | タイトル                   | 車                      |
| ---- | -------------------------- | ----------------------- |
| 1992 | UK National                | スバル・レガシィRS      |
| 1993 | British Rally Championship | スバル・レガシィRS      |
| 2001 | 世界ラリー選手権           | スバル・インプレッサWRC |

## 戦績
| 年     | エントラント                     | 車両                               | 1       | 2      | 3       | 4       | 5       | 6       | 7       | 8       | 9       | 10      | 11      | 12      | 13      | 14      | WDC  | ポイント |
| ------ | -------------------------------- | ---------------------------------- | ------- | ------ | ------- | ------- | ------- | ------- | ------- | ------- | ------- | ------- | ------- | ------- | ------- | ------- | ---- | -------- |
| 1990年 | プジョー・タルボ・スポール       | プジョー・309 GTI                  | MON     | POR    | KEN     | FRA     | GRE     | NZL     | ARG     | FIN     | AUS     | ITA     | IVO     | GBR 28  |         |         | –    | 0        |
| 1991年 | プジョー・タルボ・スポール       | プジョー・309 GTI                  | MON     | SWE    | POR     | KEN     | FRA     | GRE     | NZL     | ARG     | FIN     | AUS     | ITA     | IVO     | ESP     | GBR 16  | –    | 0        |
| 1992年 | プジョー・タルボ・スポール       | プジョー・309 GTI                  | MON     | SWE    | POR     | KEN     | FRA     | GRE     | NZL     | ARG     | FIN     | AUS     | ITA     | IVO     | ESP     | GBR Ret | –    | 0        |
| 1993年 | 555 スバル・ワールドラリーチーム | スバル・レガシィ RS                | MON     | SWE    | POR     | KEN     | FRA     | GRE     | ARG     | NZL     | FIN     | AUS     | ITA     | ESP     | GBR 7   |         | 43位 | 4        |
| 1994年 | SMSG / N. Koseki                 | スバル・インプレッサ WRX           | MON     | POR    | KEN 5   | FRA     | GRE     | ARG     |         |         |         |         |         |         |         |         | 20位 | 8        |
| 1994年 | 555 スバル・ワールドラリーチーム | スバル・インプレッサ 555           |         |        |         |         |         |         | NZL Ret | FIN     | ITA     | GBR Ret |         |         |         |         | 20位 | 8        |
| 1995年 | 555 スバル・ワールドラリーチーム | スバル・インプレッサ 555           | MON     | SWE    | POR 7   | FRA     | NZL Ret | AUS     | ESP     | GBR 3   |         |         |         |         |         |         | 9位  | 16       |
| 1996年 | 三菱・ラリーアート               | 三菱・ランサーエボリューション III | SWE     | KEN    | INA Ret | GRE     | ARG 4   | FIN     | AUS 5   | ITA     | ESP Ret |         |         |         |         |         | 9位  | 18       |
| 1997年 | 三菱・ラリーアート               | 三菱・カリスマGT Evo IV            | MON     | SWE    | KEN 2   | POR Ret | ESP     | FRA     | ARG Ret | GRE 4   | NZL 4   | FIN     | INA 4   | ITA     | AUS 4   | GBR 4   | 7位  | 21       |
| 1998年 | 三菱・ラリーアート               | カリスマGT Evo IV                  | MON 5   | SWE 15 | KEN 1   | POR 4   |         |         |         |         |         |         |         |         |         |         | 6位  | 33       |
| 1998年 | 三菱・ラリーアート               | 三菱・カリスマGT Evo V             |         |        |         |         | ESP 4   | FRA Ret | ARG 4   | GRE Ret | NZL 9   | FIN 5   | ITA 7   | AUS Ret | GBR 1   |         | 6位  | 33       |
| 1999年 | スバル・ワールドラリーチーム     | スバル・インプレッサ WRC 99        | MON 8   | SWE 5  | KEN Ret | POR 4   | ESP 5   | FRA 7   | ARG 2   | GRE 1   | NZL Ret | FIN 2   | CHN 2   | ITA Ret | AUS 1   | GBR 1   | 2nd  | 55       |
| 2000年 | スバル・ワールドラリーチーム     | スバル・インプレッサ WRC 99        | MON Ret | SWE 5  | KEN 1   |         |         |         |         |         |         |         |         |         |         |         | 2位  | 60       |
| 2000年 | スバル・ワールドラリーチーム     | スバル・インプレッサ WRC 2000      |         |        |         | POR 1   | ESP 2   | ARG 1   | GRE Ret | NZL Ret | FIN Ret | CYP 4   | FRA 4   | ITA Ret | AUS 2   | GBR 1   | 2位  | 60       |
| 2001年 | スバル・ワールドラリーチーム     | スバル・インプレッサ WRC 2001      | MON Ret | SWE 16 | POR 4   | ESP 7   | ARG 2   | CYP 2   | GRE Ret | KEN Ret | FIN 2   | NZL 1   | ITA Ret | FRA 4   | AUS 2   | GBR 3   | 1位  | 44       |
| 2002年 | プジョー・トタル                 | プジョー・206 WRC                  | MON 8   | SWE 4  | FRA 3   | ESP 2   | CYP 2   | ARG DSQ | GRE Ret | KEN Ret | FIN 2   | GER 2   | ITA 4   | NZL Ret | AUS Ret | GBR Ret | 5位  | 34       |
| 2003年 | マールボロ・プジョー・トタル     | プジョー・206 WRC                  | MON 5   | SWE 3  | TUR 2   | NZL 2   | ARG 3   | GRE 4   | CYP Ret | GER 3   | FIN 3   | AUS 3   | ITA 7   | FRA 8   | ESP Ret | GBR     | 4位  | 58       |